# Klovborg Kirke
Klovborg Kirke eller Skade kirke är en kyrka som ligger några hundra meter norr om samhället Klovborg i Ikast-Brande kommun mitt på Jylland.

## Kyrkobyggnaden
Ursprungliga kyrkan uppfördes på 1200-talet. Nytt kor med absid tillkom på 1500-talet och ersatte tidigare kor. Kyrktornet tillkom på 1500-talet då samtidigt kyrkorummet fick sina takvalv. 1626 minskades tornets höjd. Vapenhuset i söder uppfördes omkring år 1700. Fönstren fick sin nuvarande spetsbågiga form vid en successiv förändring som började 1857 i tornrummet och som fortsatte 1862 i långhuset och i koret för att slutföras med ett stort fönster i långhusets norra vägg.
Under korets golv finns en gravkrypta för Hardenbergfamiljen. Gravkryptan var färdigställd omkring år 1591.

## Inventarier
- Dopfunten i romansk stil är av grå, svagt rödaktig granit. Tillhörande dopfat av mässing är ett sydtyskt arbete från omkring 1550–1575. Tillhörande vattenkanna av mässing har tillkommit 1906.
- Kyrkklockan är från 1591.
- En murad predikstol som står på en pelare vid södra väggen är från senare delen av 1500-talet. Dess nuvarande bemålning är utförd 1961 av Ingolf Røjbæk.
- Orgeln är tillverkad 1962 av Jysk Orgelbyggeri i Hinnerup. Från början hade orgeln fem stämmor, men vid en restaurering 1997 tillkom ännu en stämma. Ännu en renovering genomfördes år 2010.
- Nattvardskärl är tillverkat 1706 af Mogens Thomme-sen Løwenhertz.
- Altartavlan har en målning utförd 1945 av Ellen Hofman-Bang. Tavlans motiv är Kristi återkomst. Altarbordet från 1952 har en förgylld reliefdekoration utförd av skulptören Aksel Theilmann. Reliefen föreställer Guds Lamm sående framför ett grekiskt kors.

## Bildgalleri

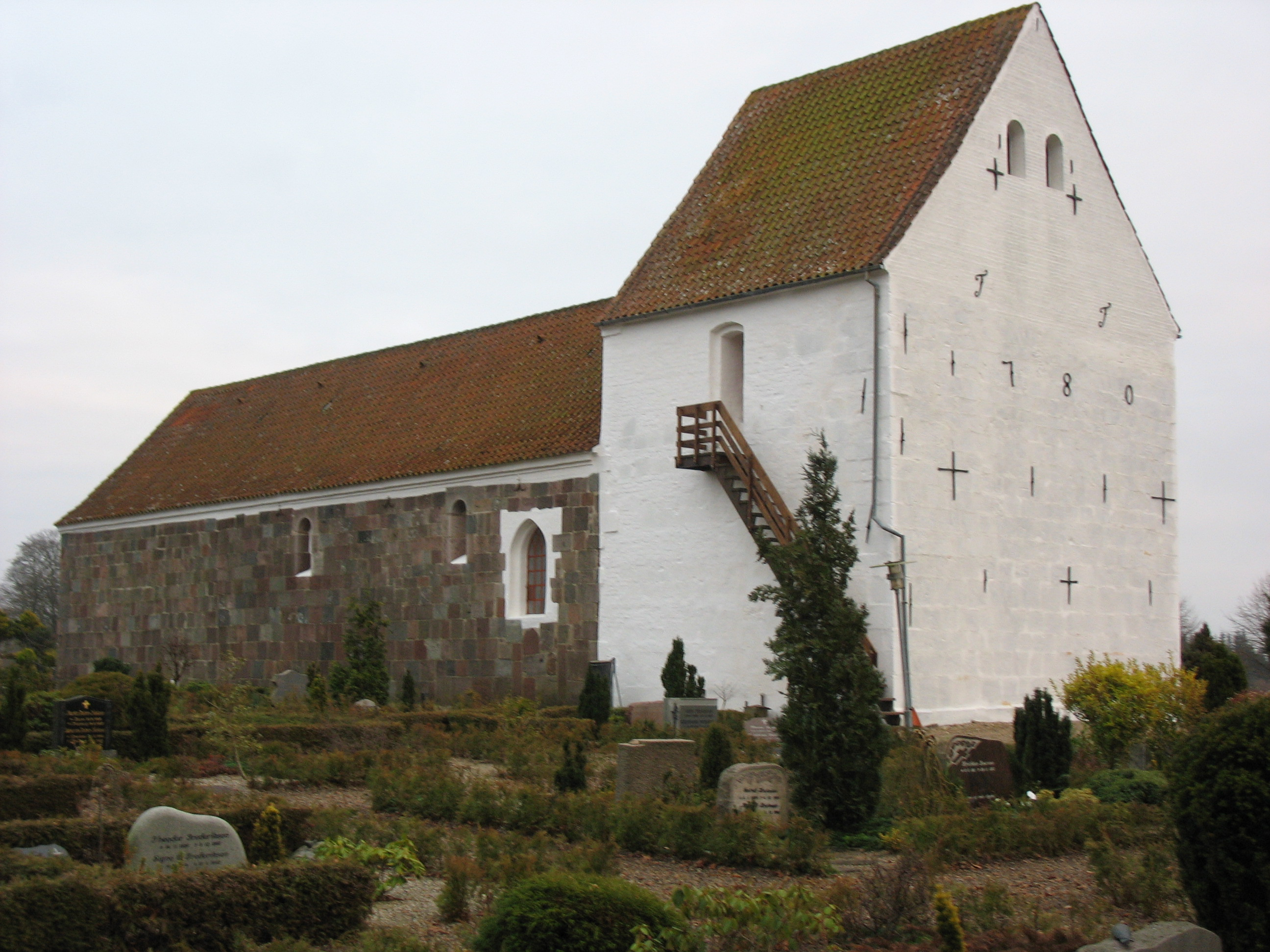
Kyrkans nordvästra sida
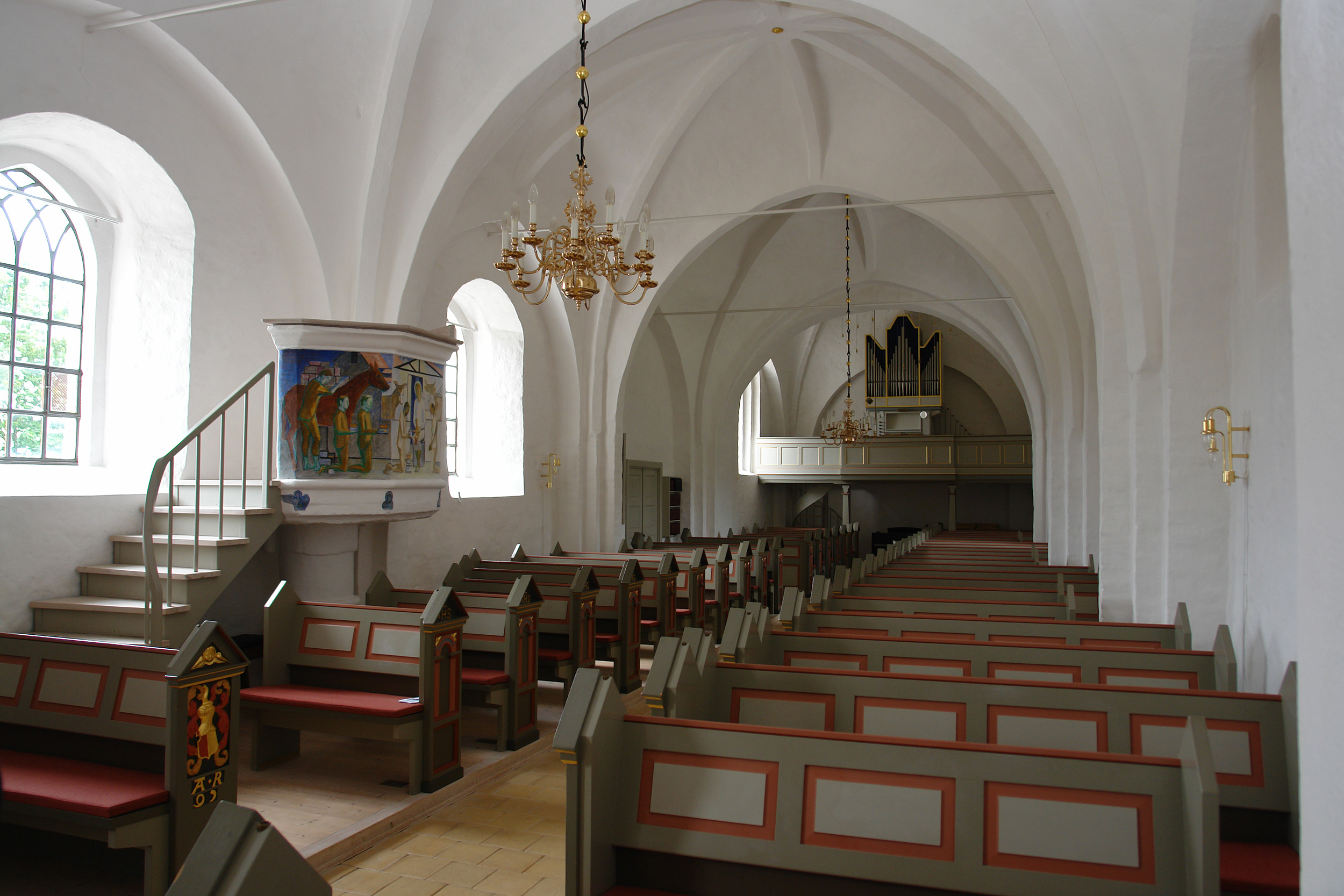
Kyrkorum mot väster
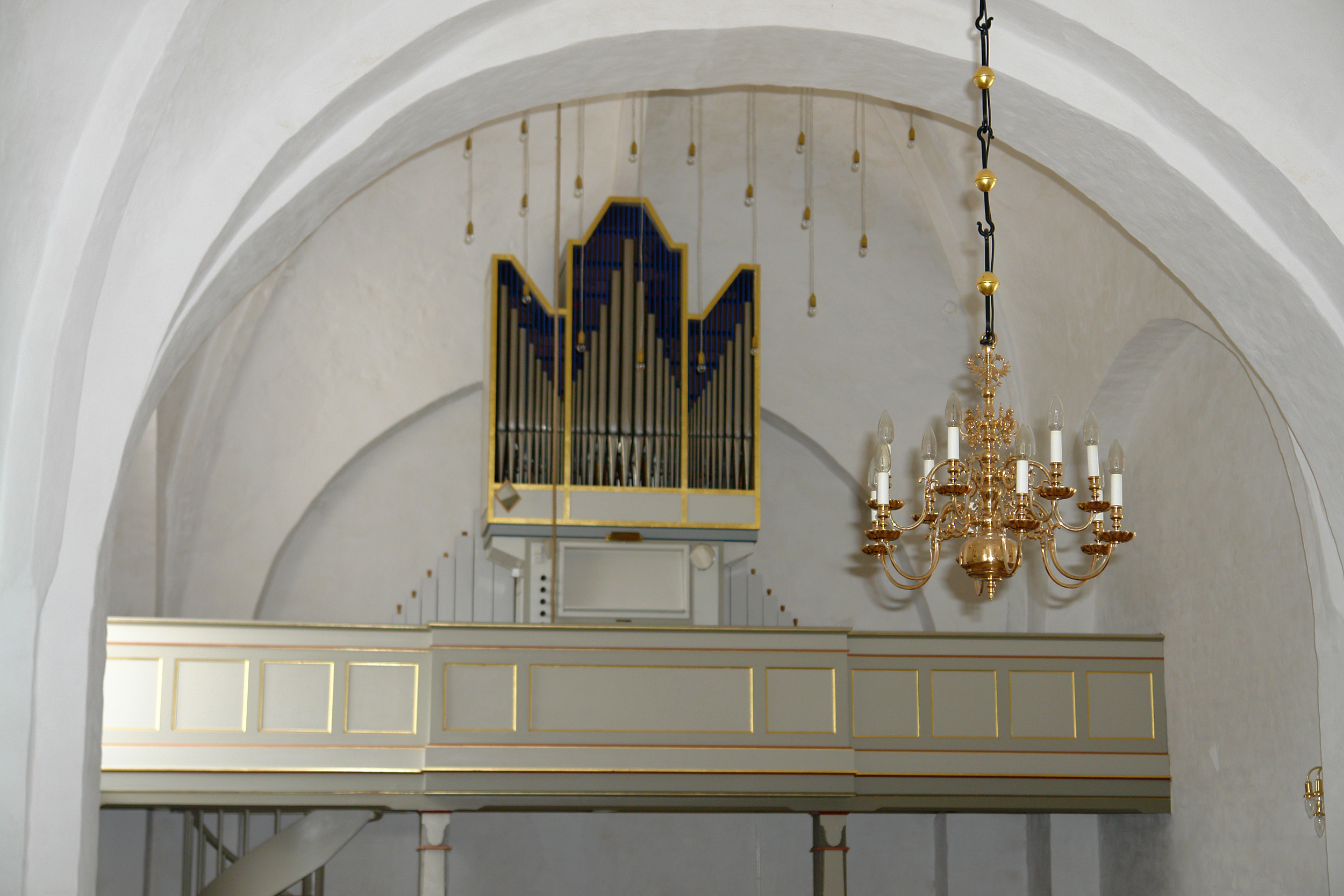
Orgeln på västra läktaren
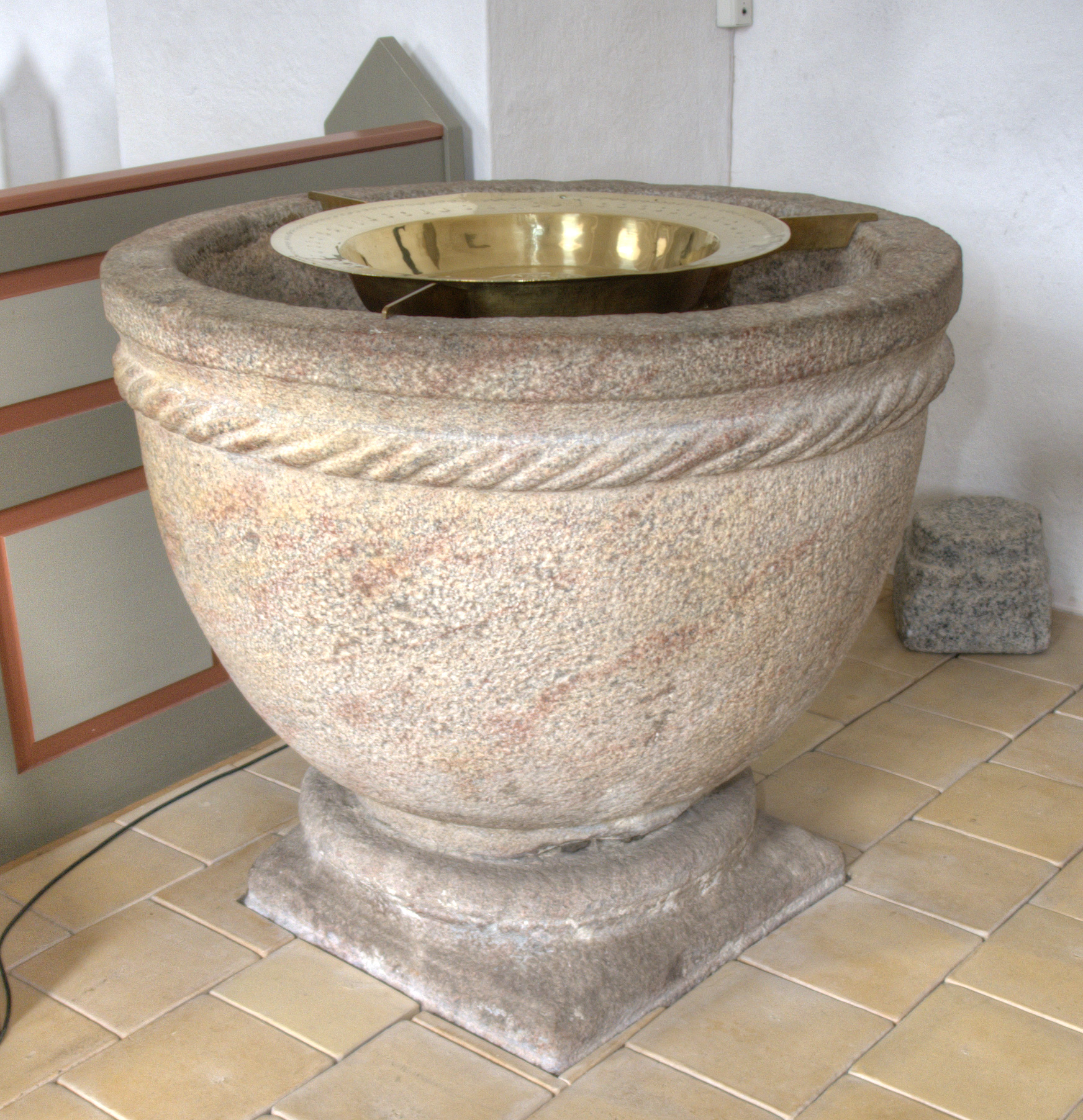
Dopfunt